# اونیک دینکجیان
اونیک دینکجیان (ارمنی غربی: Oննիկ Տինքճեան؛ انگلیسی: Onnik Dinkjian؛ زادهٔ ۱۹۲۹) موسیقی‌دان و خواننده ارمنی‌تبار اهل فرانسه-ایالات متحده آمریکا است.  وی همراه پسرش و دیگر موسیقی‌دانان ارمنی همچون روبن آلتیپارماکیان به نواختن ساز عودند پرداخت.

## زندگی‌نامه
وی در سال ۱۹۲۹ میلادی در پاریس از والدینی به نام‌های کاراپت و زوراه (اصلا اهل دیاربکر) که در جریان نسل‌کشی ارمنی‌ها در سال۱۹۱۵ گریخته بودند، به دنیا آمد اونیک و خواهرش به‌نام ژان-ژوزف که دو سال از او کوچکتر بود و زمانی که اونیک تنها پنج سال سن داشت یتیم شدند. زمانی که کاراپت درگذشت دخترش هنوز یک ساله نیز نبود. آنها توسط پدر و مادر تعمیدی‌شان، نشان و اوگیدا دینکجیان، که آنها نیز اصلا اهل تیگراناکرت بودند به فرزندخوانندگی پذیرفته شدند و  و در پاریس به زندگی‌شان ادامه دادند. وی پدر آرا دینکجیان می‌باشد. بورسیه میراث ملی در سال ۲۰۲۰ توسط موقوفه ملی هنرها به وی اعطاء گردید.